# Lückert (Hennef)
Lückert ist ein Ortsteil der Stadt Hennef (Sieg) im Rhein-Sieg-Kreis in Nordrhein-Westfalen.

## Lage
Der Ort liegt in einer Höhe von 230 Metern über N.N. auf den Hängen des Westerwaldes. Nachbarorte sind Eichholz im Südosten, Stotterheck im Süden, Darscheid und Löbach im Norden.

## Geschichte
Bis zum 1. August 1969 gehörte Lückert zur Gemeinde Uckerath, im Rahmen der kommunalen Neugliederung des Raumes Bonn wurde Uckerath, damit auch der Ort Lückert, der damals neuen amtsfreien Gemeinde „Hennef (Sieg)“ zugeordnet. 2017 und 2018 erhielt der Ort beim Landeswettbewerb Unser Dorf hat Zukunft jeweils eine Goldmedaille.

## Einwohner
1830 hatte der Weiler 69 Einwohner. 1845 hatte der Ort 112 katholische Einwohner in 19 Häusern. 1888 gab es 97 Bewohner in 22 Häusern.
1910 gab es in Lückert die Haushalte Fabrikarbeiter Franz Büllesbach, Witwe Matthias Büllesbach ohne Gewerbe, Steinbrucharbeiter Heinrich Dohr, Ackerin Witwe Heinrich Hagen, Witwe Michael Klein, Tagelöhner August Laufenberg, Ackerin Witwe Wilhelm Müller, Fabrikarbeiter Johann Schmitz, Ackerer Peter Schneider, Fabrikarbeiter August Schultes, Ehefrau Christian Schultes und Ackerer Johann Schultes, Fabrikarbeiter Heinrich Schwarz, Ackerer Christian Sering, Tagelöhner Heinrich, Margaretha und Maurer Peter Sterzenbach, Tagelöhner Franz Weber, Ackerer Heinrich Weber, Ackerin Witwe Heinrich Weber, Ackerer Johann Weber, Zimmerer August Wissmann, die Ackerer Franz und Jodokus Wissmann sowie die Tagelöhner Konrad und Peter Wissmann. Von den 26 Haushalten waren somit noch zehn Bauernhöfe.

## Weblink
- Dorfhomepage